# Gau de Baixa Silèsia
El Gau de Baixa Silèsia (Gau Niederschlesien) va ser una divisió administrativa de l'Alemanya nazi de 1941 a 1945 a la Província prussiana de Baixa Silèsia després de la divisió del Gau de Silèsia. Posteriorment, la majoria del territori va passar a formar part de Polònia després de la Segona Guerra Mundial, amb petites parts occidentals que van anar a la futura Alemanya de l'Est.
El sistema nazi de Gau (en plural Gaue) va ser establert originalment en una conferència del partit, el 22 de maig de 1926, per tal de millorar l'administració de l'estructura del partit. A partir de 1933, després de la presa de poder nazi, els Gaue va reemplaçar cada vegada més als estats alemanys com a subdivisions administratives a Alemanya.
Al capdavant de cada Gau es va situar un Gauleiter, una posició cada vegada més poderosa, especialment després de l'esclat de la Segona Guerra Mundial, amb poca interferència des de dalt. El Gauleiter local sovint ocupava càrrecs governamentals i de partit, i s'encarregava, entre altres coses, de la propaganda i la vigilància i, a partir de setembre de 1944, el Volkssturm i la defensa de la Gau.
La posició de Gauleiter a la Baixa Silèsia va ser ocupada per Karl Hanke al llarg de la curta història de la Gau. Hanke va evacuar la capital de Gau massa tard i, durant molt de temps, va rebutjar la seva rendició durant el setge de Breslau escapant poc abans de l'eventual rendició de Breslau, el 6 de maig de 1945. Hanke va ser assassinat per partisans txecs després d'haver estat capturat i intentar escapar-se.
El camp de concentració de Gross-Rosen estava situat al Gau de Baixa Silèsia. Dels 140.000 presos que van ser enviats al camp van morir 40.000.

## Gauleiter
- 1941-1945: Karl Hanke